# Rataje, Tỉnh West Pomeranian
Rataje [raˈtajɛ] (tiếng Đức: Kossäthenfeld) là một ngôi làng thuộc khu hành chính của Gmina Nowogródek Pomorski, thuộc hạt Myślibórz, West Pomeranian Voivodeship, ở tây bắc Ba Lan. Nó nằm khoảng 5 kilômét (3 mi)   về phía nam của Nowogródek Pomorski, 14 km (9 mi) về phía đông nam Myślibórz và 68 km (42 mi) về phía đông nam của thủ đô khu vực Szczecin. Nó có dân số 70 người.
Trước năm 1945, khu vực này là một phần của Đức. Đối với lịch sử của khu vực, xem Lịch sử của Pomerania.